# Bouabout
Bouabout (franska: Bouabout (CR), Bouabout (Commune Rurale), arabiska: الزاوية النحلية) är en kommun i Marocko.   Den ligger i provinsen Chichaoua och regionen Marrakech-Safi, i den centrala delen av landet, 400 km sydväst om huvudstaden Rabat. Antalet invånare är 12 196.